# Chloridolum vermiculatum
Chloridolum vermiculatum är en skalbaggsart som beskrevs av J. Linsley Gressitt 1951. Chloridolum vermiculatum ingår i släktet Chloridolum och familjen långhorningar. Inga underarter finns listade i Catalogue of Life.